# 우노 료코
우노 료코(일본어: 宇野 涼子, 1975년 11월 9일 ~ )는 일본의 은퇴한 여자 축구 선수이다.

## 국가대표팀 경력
그녀는 1991년 AFC 여자 축구 선수권 대회에 참가할 일본 국가대표팀에 발탁되었으며, 6월 3일 싱가포르과의 경기에서 데뷔했다. 1991년 AFC 여자 축구 선수권 대회 준우승, 1993년 AFC 여자 축구 선수권 대회 3위 획득에 기여했으며 1995년 FIFA 여자 월드컵에도 출전했다. 그녀는 1996년까지 국제 A매치 6경기에 출전했다.

## 통계
| 일본 | 일본 | 일본 |
| 연도 | 출전 | 득점 |
| ---- | ---- | ---- |
| 1991 | 1    | 0    |
| 1992 | 0    | 0    |
| 1993 | 4    | 0    |
| 1994 | 0    | 0    |
| 1995 | 0    | 0    |
| 1996 | 1    | 0    |
| 통산 | 6    | 0    |